# Lettre de Jamaïque

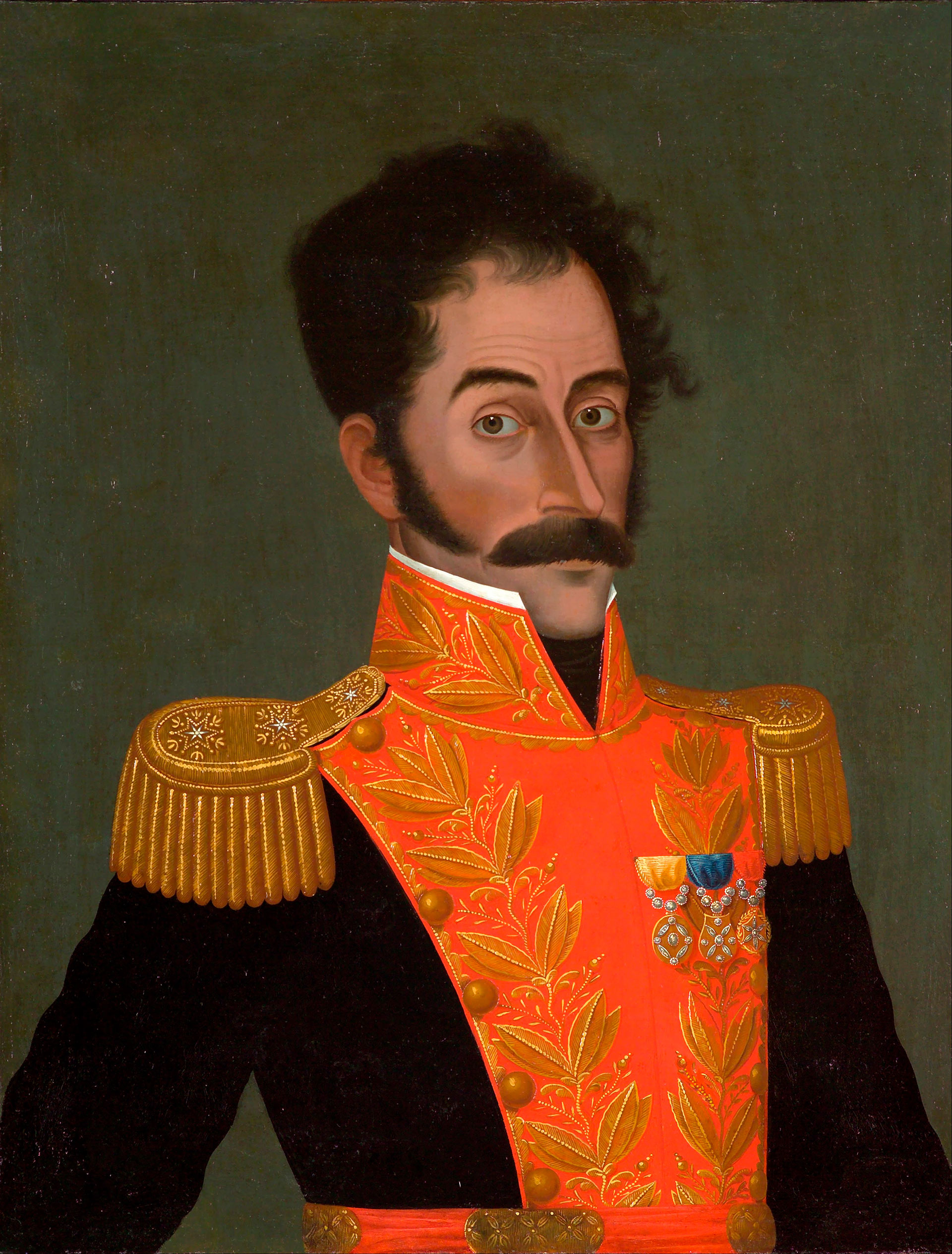
El Libertador Simón Bolívar par le peintre afro-chilien José Gil de Castro, vers 1823.

La Lettre de Jamaïque (espagnol : Carta de Jamaica) est un texte écrit par Simón Bolívar le 6 septembre 1815 à Kingston, Jamaïque, en réponse à une missive de Henry Cullen où il expose les raisons ayant provoqué la chute de la Deuxième République du Venezuela dans le contexte de la guerre d'indépendance du Venezuela.

## Contexte

### Contexte historique
À son arrivée à Kingston en 1815, Bolívar est âgé de 32 ans. À ce moment, il sort de trois années de pleine responsabilité dans la lutte pour l'indépendance et d'une intense activité militaire depuis la publication du Manifeste de Carthagène le 15 décembre 1812.
En 1813, la campagne Admirable, l'entraîne en quelques mois à Caracas le 6 août 1813 pour essayer de fonder à nouveau la République en 1814, mais elle se termine sur une défaite face aux armées de José Tomás Boves. 
Après cet échec, Bolívar retourne en Nouvelle-Grenade, pour tenter de rééditer la campagne Admirable, une action qui est rejetée par ses partisans. Se sentant incompris à Carthagène des Indes, il décide de s'exiler le 9 mai 1815 en Jamaïque, animé par l'idée de rejoindre le monde anglais et de le convaincre de coopérer à l'indépendance de l'Amérique du Sud.  Bolívar vit à Kingston de mai à décembre 1815, se consacrant à la méditation et à la réflexion sur l'avenir des Amériques et sur le sort du Mexique, de l'Amérique centrale, de la Nouvelle-Grenade, du Venezuela, de l'Argentine, du Chili et du Pérou.

### Contexte idéologique
Vers 1800, Simón Bolívar étudie la politique et les idées de l'époque de la Révolution française. Bolívar, comme bon nombre d'autres créoles, était sensible aux théories sur le droit naturel et le contractualisme. Ces idées étaient alors des piliers de la gestion politique et de la défense de la liberté et de l'égalité. 
La lettre de Jamaïque montre l'influence du siècle des Lumières et de ses grands penseurs, y compris les concepts de Montesquieu lorsque Bolívar parle du « despotisme oriental » pour définir l'Empire espagnol. Bolívar considérait Montesquieu comme son auteur favori. Par exemple, De l'esprit des lois est une œuvre à laquelle Bolívar eut recours en tant qu'assistant bibliographique au moment de définir ses positions et arguments sur l'avenir et le présent des peuples coloniaux de l'Amérique du Sud.
«Bolívar conçut sa propre théorie de libération nationale et, comme indiqué, ce fut une contribution aux idées des Lumières, non une imitation d'elles.» (John Lynch, Simon Bolivar: A Life, New Haven, 2006)
Bien que la lettre soit originellement destinée à Henry Cullen, il est clair que son objectif fondamental était d'attirer l'attention de la nation libérale la plus puissante du XIXe siècle, la Grande-Bretagne, afin qu'elle se décide à s'engager dans l'indépendance américaine. Cependant, lorsque les Britanniques répondirent finalement à l'appel de Bolívar, celui-ci préfère l'aide d'Haïti.

## Le texte
Cuando las águilas francesas sólo respetaron los muros de la ciudad de Cádiz, y con su vuelo arrollaron los frágiles gobiernos de la Peninsula, entonces quedamos en la orfandad. Yates hablamos sido entregados a la merced de un usurpador extranjero; después, lisonjeados con la juvidia destino futuro, y amenazados por la anarquia, a causa de la falta de un gobierno legitimo, justo y que se nos debía y con esperanzas halagueñas siempre burladas; por último, inciertos sobre mistro liberal, nos precipitamos en el caos de la revolución. En el primer momento sólo se cuidó de proveer a la seguridad interior, contra los enemigos que encerraba nuestro seno. Luego se extendió a la seguridad exterior, se establecieron autoridades que sustituimos a las que acabábamos de deponer, encargadas de dirigir el curso de nuestra revolución y de aprovechar la coyuntura feliz en que nos fuese posible fundar un gobierno constitucional, digno del presente siglo y adecuado a nuestra situación.
Todos los nuevos gobiernos marcaron sus primeros pasos con el establecimiento de juntas populares. Estas formaron en seguida reglamentos para la convocación de congresos que produjeron alteraciones importantes, Venezuela erigió un gobierno democrático y federal, declarando previamente los derechos del hombre, manteniendo el equilibrio de los poderes y estatuyendo leyes generales en favor de la libertad civil, de imprenta y otras; finalmente se constituyó un gobierno independiente. La Nueva Granada siguió con uniformidad los establecimientos políticos y cuantas reformas hizo Venezuela, poniendo por base fundamental de su constitución el sistema federal más exagerado que jamás existió; recientemente se ha mejorado con respecto al poder ejecutivo general, que ha obtenido cuantas atribuciones le corresponden. Según entiendo, Buenos Aires y Chile han seguido esta misma línea de operaciones; pero como nos hallamos a tanta distancia, los documentos son tan raros y las noticias tan inexactas, no me animaré ni aun a bosquejar el cuadro de sus transacciones [...]
[...] las provincias americanas se hallan lidiando por emanciparse; al fin obtendrán el suceso; algunas se constituirán de un modo regular en repúblicas federales y centrales; se fundarán monarquías casi inevitablemente en las grandes secciones, y algunas serán tan infelices que devorarán sus elementos ya en la actual ya en las futuras revoluciones, que una gran monarquía no será fácil consolidar, una gran república, imposible.
Es una idea grandiosa pretender formar de todo el Mundo Nuevo una sola nación con un solo vínculo que ligue sus partes entre sí y con el todo. Ya que tiene un origen, una lengua, unas costumbres y una religión, debería, por consiguiente, tener un solo gobierno que confederase los diferentes estados que hayan de formarse; mas no es posible, porque climas remotos, situaciones diversas, intereses opuestos, caracteres desemejantes, dividen a la América. ¡Qué bello sería que el Istmo de Panamá fuese para nosotros lo que el de Corinto para los griegos! Ojalá que algún ida tengamos la fortuna de instalar allí un augusto congreso de los representantes de las repúblicas, reinos e imperios a tratar y discutir sobre los altos intereses de la paz y de la guerra, con las naciones de las otras partes del mundo
Simón Bolívar. Kingston, 6 de septiembre de 1815